# 旭山神社
旭山神社（あさひやまじんじゃ）は、広島県広島市西区己斐（こい）にある神社。地元では「鯉の神社」と親しまれている。現存する被爆建物の一つ。

## 祭神
本殿に息長帯比売命（神功皇后）、品陀和気命（応神天皇）、宗像三女神が祀られている。

## 沿革
創建年は不明。神功皇后による西征（長門の熊襲族征討あるいは三韓征伐）の際、皇后がこの地にあった船着場に立ち寄ったのを機に創建されたとされている。
1555年（天文24年）厳島の戦いで毛利元就が厳島へ向かう前にここへ必勝祈願に訪れた。その際ちょうど朝日が昇ったため、元就は高揚し士気を高めたことから、この付近の山を旭山、社名を旭山八幡宮と名付けた。
現在の社殿は1937年（昭和12年）改修工事のときに整備されたもの。1945年（昭和20年）広島市への原子爆弾投下により被爆。爆心地から約2.80kmに位置した。爆風により本殿を除く社殿屋根が吹き飛ばされ倒壊、絵馬堂は少し傾いた。旭山で山火事が起こったが地元消防団の活躍と黒い雨により消火されたため、神社は焼失を免れた。1948年（昭和23年）に残った部材を用い修復された。

## 備考
- 神功皇后が立ち寄ったとき、県主が大きなコイを献上すると皇后が大喜びした話から、この地を「鯉村」と称するようになった。一説には、これが「己斐」という地名の由来とされている。ちなみに広島城の別名「鯉城」の由来の一つでもあり、プロ野球の広島東洋カープ（CARP＝鯉）の名前の由来の一つでもある。
- この神社の裏手のほうに己斐氏の己斐古城（岩原城）があった。
- 己斐の高台中腹に位置し境内から旧市内を一望することができる。毛利輝元も広島城普請の下見をするためここを訪れている。
- 広電井口駅前の西部埋立第二公園にある小己斐島の「小己斐明神」は、江戸時代に己斐村の村民が同地付近に新開地を造成し、その守護神としてこの神社の分祠を合祠したことからそう呼ばれるようになった。
- 己斐は児童文学「ズッコケ三人組」の舞台「花山町」のモデルであり、「花山神社」はこの神社がモデル。観光展開しており、境内にはそのモニュメントもある。

## 交通
- JR西広島駅下車、徒歩10分